# Вінаго оливковокрилий
Віна́го оливковокрилий (Treron vernans) — вид голубоподібних птахів родини голубових (Columbidae). Мешкає в Південно-Східній Азії.

## Опис

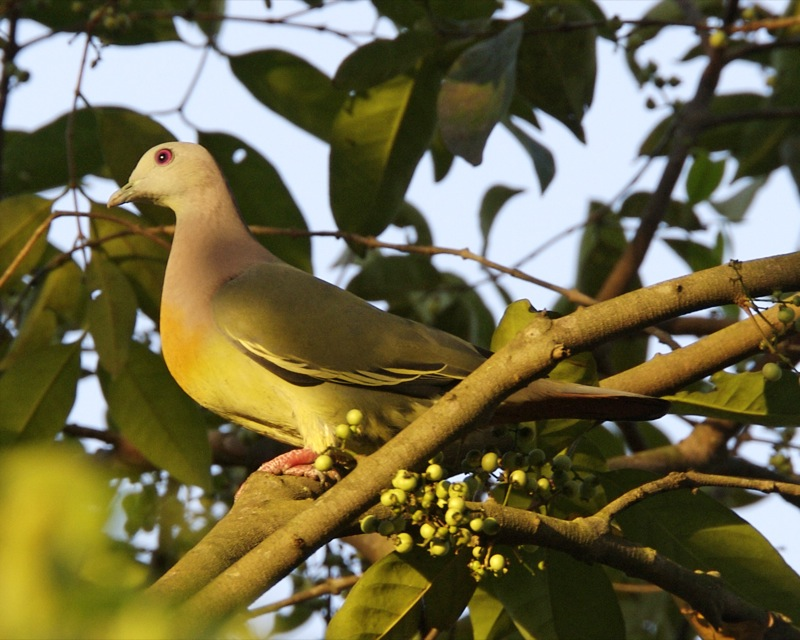
Оливковокрилий вінаго

Довжина птаха становить 25—30 см, вага 105—160 г. Виду притаманний статевий диморфізм. У самців голова сіра, шия і верхня частина грудей рожеві, решта грудей оранжева. Спина оливково-зелена, крила зелені, першорядні махові пера чорні, третьорядні махові пера мають жовті краї, які формують на крилах жовті смуги. Живіт жовтий, боки сірі, хвіст чорний з чорною смугою на кінці, надхвістя каштанове. Самиці мають дещо менші розміри, живіт, горло та обличчя в них жовтуваті, тім'я і задня частина шиї зеленуваті. Лапи рожеві або червонуваті, дзьоб білий, блакитнуватий, зелений або сірий. Забарвлення молодих птахів подібне до забарвлення самиць, однак тім'я в них сіре.

## Поширення і екологія
Оливковокрилі вінаго мешкають на півдні М'янми, Таїланду, Камбоджі і В'єтнаму, на Малайському півострові, на Великих і Малих Зондських островах (на схід до Сумбави), на Філіппінському архіпелазі та на півночі Молуккських островів. Вони живуть у вологих рівнинних і гірських тропічних лісах, на узліссях і галявинах, в мангрових лісах, на плантаціях, в парках і садах. Зустрічаються на висоті до 1200 м над рівнем моря. Живляться плодами. Розмножуються протягом усього року. В кладці 2 білих яйця, інкубаційний період триває 17 днів, пташенята покидають гніздо через 10 днів після вилуплення.